# Modunda aeneiceps
Modunda aeneiceps là một loài nhện trong họ Salticidae.
Loài này thuộc chi Modunda. Modunda aeneiceps được Eugène Simon miêu tả năm 1901.